# Лаба (приток Кубани)
Лаба́ (адыг. Лаб, Лабэ) — река на Северном Кавказе, левый приток реки Кубань. Длина — 214 км (с Большой Лабой — 347 км), площадь бассейна 12 500 км².

## География

Бассейн Кубани

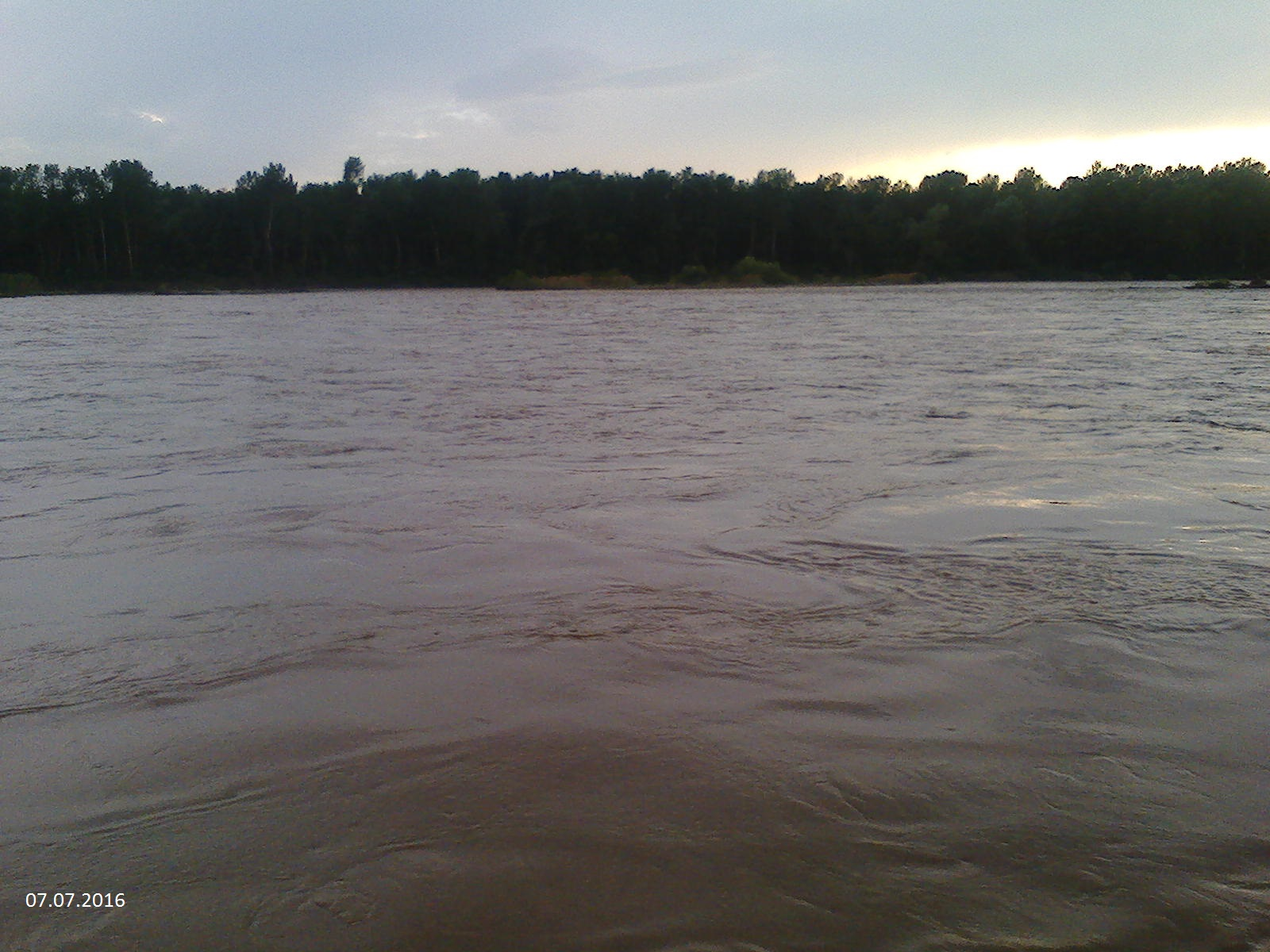
В районе Лабинска. Разливы

Образуется у хуторов Красный Гай и Свободный Мир при слиянии Большой Лабы и Малой Лабы, которые берут начало из ледников на северном склоне Главного Кавказского хребта.
В верхнем течении Лаба и её притоки — бурные горные реки, текущие в глубоких ущельях. В нижнем течении берега реки пологие, течение спокойное. Питание реки смешанное: снеговое, ледниковое и дождевое. Средний расход близ устья 95,7 м³/с. Лаба замерзает в конце декабря, но не каждый год, вскрывается в конце февраля — начале марта. Используется для орошения.
На равнинной своей части Лаба принимает множество притоков, большинство из них зарегулировано, их течение представляет вереницы прудов (с краснодарской стороны) или оросительных каналов (с адыгейской стороны). При этом рисовые чеки, построенные в низовьях Лабы в 70-х годах XX века, в настоящее время не используются.

## Происхождение названия
Черкесы (адыги) зовут её адыг. Лаб, Лабэ, часто подразумевая всю адыгскую землю, а не только саму реку. О происхождении гидронима нет единого суждения, кратко все гипотезы перечислены в монографии В. Н. Ковешникова. Наиболее популярны гипотезы об индоевропейском происхождении топонима. Одна версия связывает название с ираноязычным древним термином «алб» («альб») — белый. Другая — с ираноязычным же топоэлементом «лаб» («лав»), что по-персидски значит — берег. Однако могут быть продуктивны и иные сопоставления. Так, один из притоков Малой Лабы берёт начало с горы Лоуба (абазинское слово затемнённого смысла), по названию абазинских князей Лоовых (Лоо), а в языке сванов — горно-грузинских соседей абазин — слово «лабна» означает источник. Эти параллели, как считает К. X. Меретуков, «может быть, проливают некоторый свет на смысл названия реки».
По реке даны названия многим населённым пунктам: г. Лабинск, г. Усть-Лабинск, балка Лабёнок, старица Старый Лабёнок и Лабёнок, станица Новолабинская и посёлок Новолабинский. Старое русло Лабы, участки которого сохранились в нижнем течении, имеют название адыг. Лабэжъ — «старая Лаба».

## Притоки
Главные притоки: Чамлык (правый); Ходзь, Чехрак (Чохрак), Улька, Гиага, Псенафа, Фарс (левые).

## Населённые пункты на реке
По территории Карачаево-Черкесии, до слияния Большой и Малой Лабы, на её берегах расположены посёлки Пхия, Дамхурц, Загедан, Рожкао, Азиатский; сёла Псемен, Курджиново, Ершов, Предгорное, Подскальное. Затем Большая Лаба течёт уже по территории Краснодарского края — первый населённый пункт — станица Ахметовская. У станицы Каладжинской реки Большая и Малая Лаба сливаются. По выходу из горно-лесной зоны Лаба течёт по равнинной территории Краснодарского края. После посёлка городского типа Мостовской по реке проходит граница края с Адыгеей. На правой (краснодарской) стороне расположены города Лабинск и Курганинск, ряд станиц: Зассовская, Владимирская, Родниковская, Темиргоевская, Воздвиженская, Тенгинская, Новолабинская, Некрасовская. На адыгейской стороне расположены адыгские аулы, русские сёла и посёлки: Ходзь, Натырбово, Кошехабль, Егерухай, Соколов, Пшизо, Джамбичи, Саратовский, Хатукай.
Напротив места впадения Лабы в Кубань расположен город Усть-Лабинск.